# Chrysobothris tumida
Chrysobothris tumida es una especie de escarabajo del género Chrysobothris, familia Buprestidae. Fue descrita científicamente por Chevrolat en 1867.